# Sant Jaume Àcida
Sant Jaume Àcida es el nombre de una variedad cultivar de manzano (Malus domestica) Esta manzana está cultivada en la colección de la Estación Experimental Aula Dei (Zaragoza) con n.º de accesión "3470". Así mismo también está cultivada en la colección particular de manzanas de Cataluña "El pomari de l'Emili". Esta manzana es originaria de la Comunidad autónoma de Cataluña, en Olot, comarca de La Garrocha provincia de Gerona, donde tuvo su mejor época de cultivo comercial antes de la década de 1960.

## Sinónimos
- "San Jaime Ácida",
- "Poma Sant Jaume Àcida",[4]
- "Manzana San Jaime Ácida".[8]

## Historia
'Sant Jaume Àcida' es una variedad de manzana de Cataluña, originaria de Olot en la comarca de La Garrocha, cuyo cultivo conoció cierta expansión en el pasado, pero que a causa de su constante regresión en el cultivo comercial no conservaban apenas importancia y prácticamente habían desaparecido de las nuevas plantaciones en 1971, así hay variedades tales como 'Camuesa de Llobregat' y 'Manyaga' que constituían en 1960 el 70% de la producción de manzana en la provincia de Barcelona y se encontraba la primera en otras nueve provincias y la segunda en seis y 'Normanda' que estaba muy difundida hasta 1960 entre los viveristas de Aragón (representaba el 25% de la cosecha en la cuenca del Jiloca). En 1971 Puerta-Romero y Veirat sólo encontraron 184 ha de “Manyaga” (el 31% con más de 20 años), 81 ha de “Camuesa de Llobregat” (el 36% con más de 20 años) y ya no citan al cultivar “Normanda”.
'Sant Jaume Àcida' está considerada incluida en las variedades locales autóctonas muy antiguas, cuyo cultivo se centraba en comarcas muy definidas. Se caracterizaban por su buena adaptación a sus ecosistemas y podrían tener interés genético en virtud de su adaptación. Se encontraban diseminadas por todas las regiones fruteras españolas, aunque eran especialmente frecuentes en la España húmeda. Estas se podían clasificar en dos subgrupos: de mesa y de sidra (aunque algunas tenían aptitud mixta).
'Sant Jaume Àcida' es una variedad clasificada como de mesa; difundido su cultivo en el pasado por los viveros comerciales y cuyo cultivo en la actualidad se ha reducido a huertos familiares y jardines privados.

## Características
El manzano de la variedad 'Sant Jaume Àcida' tiene un vigor alto; hojas grandes; tubo del cáliz estrecho, pequeño, con los estambres insertos en la mitad.
La variedad de manzana 'Sant Jaume Àcida' tiene un fruto de tamaño pequeño a medio; forma globosa, aplanada, con contorno más bien regular, a veces levemente acostillada asimétrica, y con contorno levemente irregular; piel fina y aromática; con color de fondo amarillo claro, sobre color medio, siendo el color del sobre color rojo, siendo su reparto en chapa/pinceladas, presentando chapa de rojo lavado que cubre 2/4 de la superficie junto con pinceladas más intensas en la zona central, y una sensibilidad al "russeting" (pardeamiento áspero superficial que presentan algunas variedades) muy débil; pedúnculo largo y grosor fino, anchura de la cavidad peduncular estrecha, profundidad cavidad pedúncular profunda, con el fondo un leve ruginoso verdoso grisáceo, y con una importancia del "russeting" en cavidad peduncular débil; anchura de la cavidad calicina es amplia, profundidad de la cavidad calicina poco profunda, fruncida en el fondo y marcando un leve ondulado en el borde, y con importancia del "russeting" en cavidad calicina débil; ojo característicamente pequeño y entreabierto; sépalos largos, puntiagudos y vueltos hacia fuera desde por debajo de su mitad dejando en el centro una apertura suavemente pequeña.
Carne de color amarillo; textura fuerte; sabor ácido y contenido en azúcares bajo; corazón pequeño, bulbiforme; eje entreabierto; celdas alargadas y cartilaginosas; semillas ovadas y punta aguda.
La manzana 'Sant Jaume Àcida' tiene una época de maduración y recolección temprana, madura en el verano, desde finales de julio hasta mediados de agosto. Se usa como manzana de mesa fresca.